# Godfrey Khotso Mokoena
Godfrey Khotso Mokoena (* 6. března 1985, Heidelberg) je jihoafrický atlet, specializující se na skok daleký a trojskok. 

## Kariéra
Jeho skokanský talent už na škole objevil jiný dálkař, Elna de Beer. Godfrey byl na škole výborný v gymnastice.
Prvního většího závodu se zúčastnil v roce 2001, kdy skončil pátý ve skoku do výšky na mistrovství světa do 17 let v maďarském Debrecínu.
V roce 2003 se účastnil Afrických her, kde byl bronzový ve skoku dalekém a stříbrný v trojskoku. Tentýž rok byl bronzový na Afro-Asijských hrách, a to ve skoku dalekém i v trojskoku.
V roce 2004 získal stříbrnou medaili ve skoku dalekém a zlato v trojskoku na juniorském mistrovství světa v atletice v italském Grossetu.
V roce 2006 skončil pátý na halovém mistrovství světa ve skoku dalekém. Na hrách Commonwealthu tentýž rok získal stříbro v trojskoku a ve skoku do dálky byl čtvrtý. Na Africkém mistrovství tentýž rok získal stříbrné medaile jak ve skoku do dálky, tak v trojskoku.
V roce 2007 získal bronzové medaile ve skoku dalekém na Afrických hrách a také na Světovém atletickém finále. Tentýž rok skončil pátý na atletickém světovém šampionátu.
Největší úspěchy kariéry přišly rokem 2008, kdy si doskákal pro stříbrnou medaili z olympiády v Pekingu a pro zlato z halového světového mistrovství.
V roce 2009 pak ve skoku dalekém získal stříbro na mistrovství světa v Berlíně a bronz na Světovém atletickém finále.
V roce 2009 vytvořil africký rekord ve skoku dalekém v délce 8,50 m.

## Osobní rekordy

#### Hala
- skok daleký – 8,18 m – 23. února 2007, Paříž
- trojskok – 16,22 m – 20. února 2007, Stockholm

#### Venku
- skok daleký – 8,50 m – 4. července 2009, Madrid
- trojskok – 17,35 m – 14. září 2014, Marrákeš (NR)